# Time for Miracles
"Time for Miracles" (em português:  "Tempo de Milagres") é o segundo single do cantor americano Adam Lambert. Foi lançado em 16 de Outubro de 2009 através do Amazon.com. Embora a música fosse a primeira desde o American Idol, não foi lançada como single na sua estreia oficial. Em vez disso, a faixa-título de seu álbum, For Your Entertainment, foi liberada. A canção é caracterizada como o tema de encerramento do filme de desastre 2012. A versão completa da música foi lançado em 17 de Outubro de 2009, via YouTube e em 20 de Outubro de 2009 através de download digital.
Em fevereiro de 2010, nos Jogos Olímpicos de Inverno de 2010, Evan Lysacek ganhou ouro na patinação no gelo com apresentação feita com esta canção.
A canção foi co-escrita por Alain Johannes e Natasha Shneider, que foram, provavelmente, mais conhecidos por contribuir com a banda Queens of the Stone Age em vários dos seus álbuns. Shneider morreu de câncer em 2008.

## Recepção
Antes de "Time for Miracles" ser lançado ao público, já contava com críticas positivas.
Brian May, do Queen foi capaz de ouvir a faixa completa e elogiou a canção como "verdadeiramente sensacional" e elogiou os vocais de Adam, afirmando: "A voz de Adam chega com sensibilidade, profundidade, maturidade e variedade impressionante e potência que vai deixar boquiabertas várias pessoas em todo o mundo."
Tendo ouvido apenas uma previsão da canção, Michael Slezak do Entertainment Weekly afirmou que a canção "soa como ele tendo potencial para ser um grande cantor".

## Videoclipe
O videoclipe oficial foi lançado em 21 de Outubro de 2009, através do MySpace. O vídeo retrata Adam caminhando tranqüilamente por uma cena de desastre, como os retratados no filme 2012. Filmagens do filme e do clipe de Adam são editados em conjunto.
Outro vídeo da música, popularizado no YouTube não mostra Adam em tudo, mas sim uma seqüência de desastres que mostram os protagonistas do filme, tentando escapar da destruição de Los Angeles, Califórnia.
No filme, uma versão ligeiramente diferente da canção é tocada no início dos créditos finais.

## Desempenho nas paradas musicais
Na semana de fechamento do chart, em 7 de Novembro de 2009, "Time for Miracles" estreou em #50 na Billboard Hot 100. Nos Estados Unidos, a canção vendeu 98.000 downloads digitais.

### Posições
| Parada musical(2009)               | Posição |
| ---------------------------------- | ------- |
| Estados Unidos - Billboard Hot 100 | 50      |
| Canadá - Canadian Hot 100          | 26      |

| País           | Certificador | Vendas |
| -------------- | ------------ | ------ |
| Estados Unidos | RIAA         | 98,000 |